# Plugari
Plugari település és községközpont, Iași megyében.

## Fekvése
Ravaszfalvától délnyugatra, Flamonzától és Szvoresttől délkeletre fekvő település.

## Története
Plugari községközpont, 3 falu: Plugari, Boroșoaia és Onesti tartozik hozzá.
A 2002-es népszámláláskor 3664 lakosa volt, melynek 98,18%-a román és 97,46%-a ortodox volt.